# Die Schmetterlingsschlacht (1924)
Die Schmetterlingsschlacht ist ein deutsches Stummfilmdrama aus dem Jahre 1924. Unter der Regie von Franz Eckstein spielen Asta Nielsen, Lori Leux, Mary Parker und Adele Sandrock die weiblichen Hauptrollen. Ihnen zur Seite stehen Reinhold Schünzel und Gregori Chmara. Dem Film liegt das gleichnamige Theaterstück (1894) von Hermann Sudermann zugrunde.

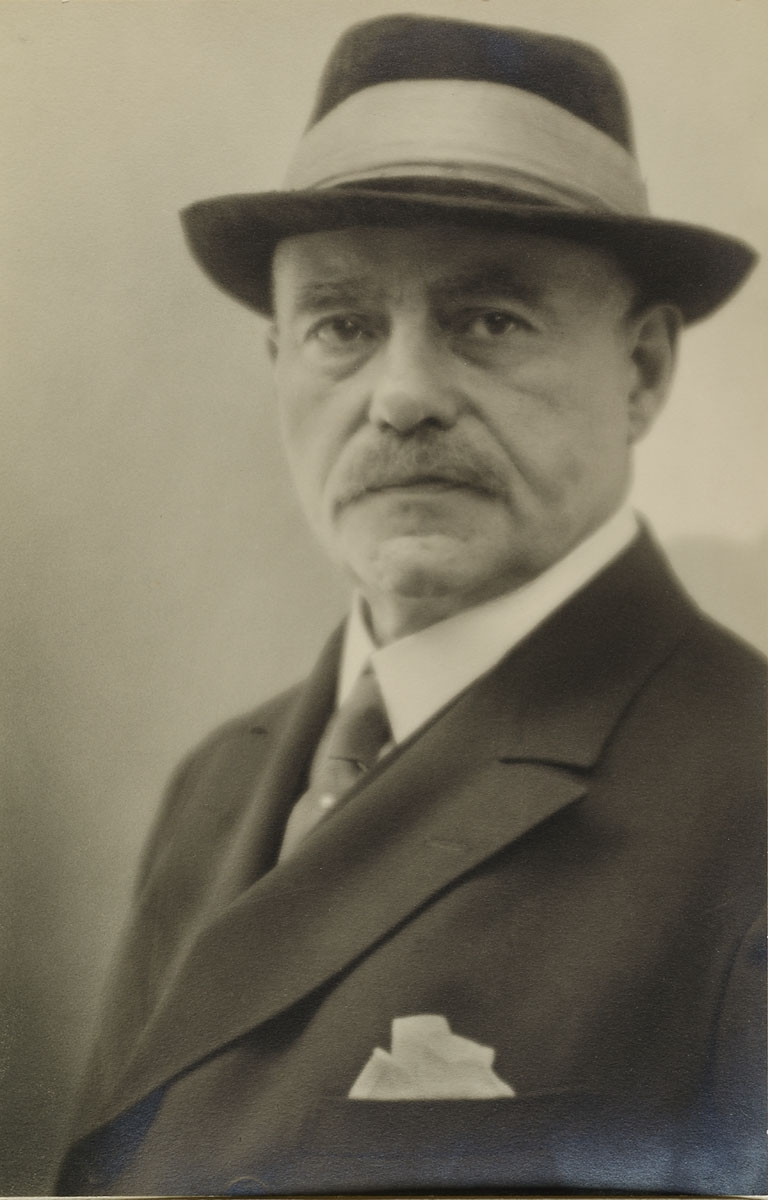
Autor der literarischen Vorlage: Hermann Sudermann

## Handlung
Deutschland im ausgehenden 19. Jahrhundert. Frau Hergentheim, die Witwe eines Steuerinspektors, lebt mit ihren zum Teil schon erwachsenen drei Töchtern Rosi, Else und Laura unter einem Dach. Die jungen Damen verdienen sich ihren Lebensunterhalt als Angestellte der Fächerfabrik der Familie Winkelmann. Für deren Produkte zeichnen sie Schmetterlingsmuster. Frau Hergentheim möchte ihre Töchter  unbedingt „gut verheiratet“ wissen, sodass sie keine finanziellen Sorgen mehr haben müssen. Else Hergentheim ist die älteste und bereits einmal geschieden. Mutter Hergentheim wünscht sich nichts sehnlicher, als dass Else sich mit dem Fabrikantensohn Max verlobt. 
Else fühlt sich aber zu dem alerten Handlungsreisenden Richard Kessler hingezogen, einem nonchalanten Mann von Welt. Ihre jüngere und ziemlich gutgläubige um nicht zu sagen naive Schwester Rosi dient zwischen den beiden Turteltauben als Postillon d’amour. Ein heimliches Treffen zwischen Else und Kessler führt dazu, dass Frau Hergentheims Schwiegersohn in spe Max Winkelmann misstrauisch zu werden beginnt. Da springt erneut Rosi für Else ein und behauptet, sie sei in Wirklichkeit mit Kessler verabredet gewesen. Nun beginnt das gesamte Familiengefüge im Hause Hergentheim ins Rutschen zu geraten …

## Produktionsnotizen, Veröffentlichung
Die Dreharbeiten zu Die Schmetterlingsschlacht fanden Mitte 1924 im Berliner National-Film-Atelier statt. Der Film passierte am 18. September 1924 die Zensur und wurde am 14. November 1924 in Berlins Alhambra-Kino uraufgeführt. Der Streifen besaß sechs Akte, verteilt auf 2635 Meter Länge, und wurde mit Jugendverbot belegt.
Die Filmbauten schuf Prof. Max Frick.

## Wissenswertes und Rezeption
Sudermanns Stück, ursprünglich als Sozialtragödie gedacht, war bei seinen ersten Aufführungen in Deutschland und Österreich-Ungarn 1894/95 kein Erfolg beschieden und wurde fälschlicherweise als Komödie aufgefasst. Auch die Verfilmung fand nur wenig Anklang bei ihren Kritikern, hingegen wurde Asta Nielsens Leistung gelobt.

„… es gibt zwar allerhand Filmtalente, große, schöne Talente, bei uns und drüben; aber es gibt auf der ganzen Welt nur ein Filmgenie; und dieses Genie heißt Asta Nielsen.“